# 迪克森實驗有聲電影
《迪克森實驗有聲電影》（英語：The Dickson Experimental Sound Film）是一部於1894年底或1895年初由威廉·迪克森製作的電影。它是已知的第一部有現場錄音的電影，也同時是第一部使用由迪克森和湯瑪斯·愛迪生開發的有聲活動電影機（原始有声电影系統）製作的電影。這部電影在紐澤西州的愛迪生黑瑪麗亞攝影棚中拍攝，沒有證據表明它曾以其原始樣貌展示於眾。
2003年，《迪克森實驗有聲電影》因在「文化上、歷史上或美學上具重要意義」而被美國國會圖書館選入國家影片登記表保存。

## 概要
電影裡拍攝了迪克森在舞台上對著一個硬蠟圓筒（本體位在電影機視線之外）的喇叭演奏小提琴，他演奏的是來自罗贝尔·普朗凯特的輕歌劇《科爾內維爾的鐘》中的船歌〈Va, petit mousse〉。在迪克森面前則有兩人隨著音樂起舞。在電影的最後還有第四個人從畫面左側、喇叭和迪克森的背後走上台。電影的修復版全長只有17秒，但圓筒錄到了大約兩分鐘的聲音，包含23秒的小提琴音樂，為整部電影的原聲帶。

## 重新被發現
《迪克森實驗有聲電影》的無聲35毫米硝酸纖維拷貝膠捲約有40英尺長，於1942年被現代藝術博物館收藏並轉錄至安全膠捲上。湯瑪斯·A·愛迪生公司在1956年將愛迪生實驗設施捐贈給美国国家公园管理局。1960年代初，這部電影的硬蠟圓筒原聲帶在湯瑪斯·愛迪生國家歷史公園中被發現，當時其被發現放在愛迪生設施錄音室的金屬罐中，罐上有標示「Dickson—Violin by W.K.L. Dixon with Kineto」，但當研究人員在1964年將罐子打開時，罐中的圓筒早已斷成兩截。同年，管理局將公園中所有剩餘硝酸纖維膠捲都被移至國會圖書館進行保存，在這其中有一支被圖書館標記為「迪克森小提琴」（Dickson Violin），據圖書館電影與電視典藏品管理人派崔克·勞尼（Patrick Loughney）所示，該膠捲「長39英尺又14幀[比40英尺短了兩幀]」。
《迪克森實驗有聲電影》的音畫結合要等到1998年，當時勞尼與歷史公園的錄音室設施管理人傑瑞·法布里斯（Jerry Fabris）安排對電影的硬蠟圓筒進行修復，並在紐約的羅傑斯和漢默斯坦錄音檔案館（Rodgers and Hammerstein Archive of Recorded Sound）恢復了其中的內容，接著用新的錄音母帶將其內容錄下，以便日後在數碼錄音帶上重現保真度。由於圖書館不具備將恢復的配樂與電影畫面同步結合的能力，製片人和修復專家瑞克·施密德林建議讓獲獎無數的電影剪輯師沃爾特·默奇參與其中（兩人在1998年合作修復了奧森·威爾斯執導的《歷劫佳人》），默奇最終得到了17秒的電影畫面和從圓筒中恢復的2分鐘的聲音來進行處理。默奇通過將素材進行數位媒體編輯成功把《迪克森實驗有聲電影》音畫同步結合。光影魔幻工業在修復過程中發揮了一定的作用，但具體作用不詳。《迪克森實驗有聲電影》修復版於2002年6月1日的黑瑪麗亞電影節（Black Maria Film Festival）上在歷史公園的20英寸屏幕上放映。
根據圓筒的記錄，在電影機開始錄影之前，可以聽到一個男人的聲音說：「我問它有沒有在拍。它在拍了嗎？開始吧。」這段聲音有包含在2000年代初的發行版中。由於這句話說出時拍攝尚未開始，因此這不能算是電影史上的第一句台詞。
《迪克森實驗有聲電影》還有一個未解之謎，那便是電影的片長是怎麼拍到17秒的。根據管理人的報告，35毫米沖印的標準膠片每英尺有16幀—39英尺（12公尺）加上14幀，因此總共有638幀。默奇判斷這部電影是以每秒40幀 （fps）的速度拍攝的，這樣638幀能拍攝15.95秒的畫面；勞尼則判斷拍攝速度為46fps，這樣638幀能拍攝13.86秒的畫面。若勞尼的判斷是正確的，那麼代表如果整個小提琴演奏都被拍攝下來，現有的兩份膠捲都遺失了多達9秒的畫面。電影歷史學者戈登·亨德里克斯根據自己對18部活動電影機膠片的測試，認為沒有一部活動電影機膠片是以46fps拍攝的，因此默奇判斷出的40fps速度更有可能，然而在該速度下的最大潛在片長與默奇數位化的電影實際片長之間仍然存在超過一秒的差異。17秒的片長計算出電影機的平均拍攝速度約為37.5fps，這與默奇的判斷存在顯著差異。

## 同性戀解讀
作家維托·魯索在他的《賽璐珞壁櫥：電影中的同志》（1981年）一書中談及《迪克森實驗有聲電影》並聲稱這部電影的名字叫《同性戀兄弟》（The Gay Brothers），但沒有註明出處。魯索對這部電影未經證實的命名已在網上和至少三本書中被廣泛採用，他關於電影含同性戀內容的未經證實的斷言也經常得到回響。除了沒有證據能證明羅素給這部電影取的片名為真外，「gay」一詞在電影拍攝的1890年代時還沒衍生出「同性戀」或「同志」的意思。此外沒有證據表明迪克森打算將電影裡一起跳舞的兩人（可能是愛迪生實驗室的員工）描繪成一對同性情侶，考慮到迪克森演奏的歌曲〈Va, petit mousse〉的歌詞描述了沒有女性的海上生活，他更可能是想開一個關於在黑瑪麗亞攝影棚裡工作的全都是男人的玩笑。不過在19世紀時，在生活的某些領域上，男性與男性共舞是可以接受的，且不會被視為帶有同性戀色彩，例如由全男性組成的「雄鹿舞」（Stag Dance）是19世紀美國陸軍的標準生活組成，甚至是西点军校課程的一部分。儘管如此，這部電影依舊被視為可能是同性戀出現在電影中最早的例子之一。這部電影也在根據魯索的書改編的紀錄片《電影中的同志》（1995年）中被提及並插入到其中。

## 來源

### 出版書籍
- Dixon, Wheeler Winston (2003). Straight: Constructions of Heterosexuality in the Cinema (Albany: State University of New York Press, 2003). ISBN 0-7914-5623-4
- Hendricks, Gordon (1966). The Kinetoscope: America's First Commercially Successful Motion Picture Exhibitor. New York: Theodore Gaus' Sons. Reprinted in Hendricks, Gordon (1972). Origins of the American Film. New York: Arno Press/New York Times. ISBN 0-405-03919-0
- Loughney, Patrick (2001). “Domitor Witnesses the First Complete Public Presentation of The Dickson Experimental Sound Film in the Twentieth Century,” in The Sounds of Early Cinema, ed. Richard Abel and Rick Altman (Bloomington: Indiana University Press), 215–219. ISBN 0-253-33988-X
- Russo, Vito (1987). The Celluloid Closet: Homosexuality in the Movies, rev. ed. (New York: Harper & Row). ISBN 0-06-096132-5

### 線上資料
- Dickson Sound Film short, scholarly discussion; part of the UNLV Short Film Archive
- 《The Three Fathers of Cinema & The Edison/Dickson Experiment》 （页面存档备份，存于）—威廉·卡萊（William Kallay）於2004年9月27日採訪修復編輯沃爾特·默奇；取自網站「from Script to DVD」。

## 外部連結
- 《The Dickson Experimental Sound Film》 （页面存档备份，存于） — DesigningSound.org於2014年5月7日發表了一篇關於2002年有聲電影修復的網絡文章，其中附有棕色蠟筒配樂展品的照片。此文章由科馬克·唐納利（Cormac Donnelly）撰寫，並有美國國會圖書館電影保存實驗室主管肯·懷斯曼（Ken Weissman）、湯馬斯·愛迪生國家歷史公園博物館管理人傑瑞·法布里斯（Jerry Fabris）和作家兼電影歷史學家保羅·斯佩爾（Paul Spehr）共同參與。
- 《The Dickson Experimental Sound Film》 （页面存档备份，存于） — 沃爾特·默奇對這部電影的簡短討論，其中包含不同格式的電影片段（請注意，片尾字幕表將普朗凱特的歌劇的標題錯誤地稱為《Les Cloches de Normandie》，並且將其年份誤寫為1878年）；取自網站FilmSound.org。
- 《The Dickson Experimental Sound Film》 — 關於電影恢復的匿名書面討論，以及電影的可下載版本；取自網際網路檔案館
- 《The Dickson Experimental Sound Film》 （页面存档备份，存于） — 在美國國會圖書館官方YouTube頻道上的無聲版。
- 《The Dickson Experimental Sound Film》 （页面存档备份，存于） — YouTube上的修復有聲版。
- 《The Dickson Experimental Sound Film》 (1894) （页面存档备份，存于） — 這部電影的人員名單和其他詳細資訊；取自網路電影資料庫
- 《The Pre-History of Sound Cinema, Part 1: Thomas Edison and W.K.L. Dickson》 （页面存档备份，存于） — 史賓塞·桑德爾對這部電影的延伸討論，2006年4月10日；取自他的部落格。
- Dickson Experimental Sound Film essay by Daniel Eagan in America's Film Legacy: The Authoritative Guide to the Landmark Movies in the National Film Registry, A&C Black, 2010 ISBN 0826429777, pages 3–4